# 반부패 운동
반부패 운동 (反腐敗運動) 은 중국 공산당 제 18대 공산당대회에서 시작된 부패에 대한 광범위한 캠페인이다. 부패한 공무원이나 정치인, 경제사범 등을 처벌하는 운동이며, 시진핑이 중국공산당 총서기에 오르자 시작되었다.
해외로 도주한 정치인과 경제사범을 잡기 위해 중국 공안은 이들의 본국송환 프로젝트를 벌이며 작전명을 ‘여우사냥(獵 狐)’이라고 붙였다. 경제와 법률, 외국어 실력까지 겸비한 최정예 멤버들로 구성되었으며, 중국 공안은 과거 30년간 해외로 도피한 관료 4,000여명과 국유기업 관계자 등 1만8,000여명을 대상으로 삼았다. 4인1조로 이뤄진 각 팀은 60여 국가를 돌았다. 에볼라가 창궐하던 나이지리아까지 찾아가 부패사범을 검거했다. 사냥팀은 첫 6개월에 680명을 찾아낸 데 이어 이듬해에도 857명을 붙잡았다. 중국은 검거팀의 무용담을 ‘여우사냥’이라는 제목의 드라마로 만들어 4월 베이징위성TV 등으로 방영하기도 했다.  중국 공안은 당시 범죄인 인도, 송환, 현지 기소 등 합법적인 방법 외에 가족들을 압박해 귀국하도록 하는 수법을 써 인권단체의 비판을 불렀다. 해당국의 형법 절차를 무시해 외교 마찰을 빚기도 했다.
이런 반부패 운동으로 스위스 시계, 프랑스 코냑 등의 수출이 크게 줄기도 하였다. 세계럭셔리협회(WLA)가 2014년 10월 발표한 자료에 따르면, 그해 국경절 연휴기간중국인이 해외에서 사들인 사치품은 총 32억 달러 어치(3조 4천300억 원)로 전년도 같은 기간보다 21.9% 감소했다고 한다.
시진핑은 2018년 12월 18일, 베이징(北京) 인민대회당에서 열린 ‘개혁개방 40주년 경축 대회’에서 중국의 반부패 운동이 압도적인 성과를 거뒀다고 평가했다. 그러나 세계 반부패운동단체 국제투명성기구의 2017년 국가별 부패인식지수(CPI)에 따르면 100점 만점에 41점을 얻어 77위를 기록했다고한다.

## 같이 보기
- 시진핑
- 중국 공산당